# Copa Paulista de Futebol de 2022
A Copa Paulista de 2022 foi a 28.ª edição deste evento esportivo, um torneio estadual de futebol organizado pela Federação Paulista de Futebol (FPF).
O torneio compreendeu quatro distintas fases e envolveu a participação de um total de 17 clubes, ocorrendo no período de 1.º de julho a 15 de outubro. A fase inicial consistiu na divisão dos participantes em três grupos, nos quais os clubes enfrentaram seus oponentes da mesma chave em partidas de turno e returno. Nas fases subsequentes, a determinação dos avançados para a fase seguinte baseou-se no resultado agregado das duas partidas, culminando na redução progressiva do número de clubes a cada fase até a disputa da final.
O título da edição foi conquistado pelo XV de Piracicaba, que emergiu vitorioso na decisão contra o Marília, com um placar agregado de 6–3. Este triunfo marcou o segundo título na história do clube de Piracicaba neste torneio e conferiu-lhe uma vaga na Série D de 2023. Por outro lado, como vice-campeão, o Marília garantiu sua participação na Copa do Brasil.

## Formato e participantes
A edição em questão foi disputada por 17 clubes, os quais foram distribuídos em três grupos distintos. Dois destes grupos acomodaram seis clubes cada, enquanto o terceiro grupo continha cinco. O formato de competição implicou confrontos diretos entre os clubes, realizados em partidas de ida e volta, totalizando assim 10 rodadas durante a fase inicial da competição.
A progressão no torneio foi definida da seguinte maneira: os dois times mais bem colocados de cada grupo, juntamente com os dois melhores terceiros colocados, avançaram para as quartas de final. Nesta fase, destacou-se uma particularidade importante: os clubes com as melhores campanhas na fase anterior desfrutaram da vantagem de um eventual empate no placar agregado, aumentando suas chances de avançar na competição. Adicionalmente, o chaveamento dos confrontos das quartas de final foi estabelecido de acordo com o desempenho geral das equipes ao longo do torneio. O vencedor optou por uma vaga na Série D ou na Copa do Brasil, enquanto o vice-campeão ficou com a opção que não foi escolhida.
| Equipe            | Cidade                | Participações | Títulos         | Ref.  |
| ----------------- | --------------------- | ------------- | --------------- | ----- |
| Água Santa        | Diadema               | 5             | —               | [ 7 ] |
| Botafogo-SP       | Ribeirão Preto        | 11            | —               | [ 7 ] |
| Comercial         | Ribeirão Preto        | 17            | —               | [ 7 ] |
| Desportivo Brasil | Porto Feliz           | 3             | —               | [ 7 ] |
| EC São Bernardo   | São Bernardo do Campo | 2             | —               | [ 7 ] |
| Juventus-SP       | São Paulo             | 20            | 1 (2007)        | [ 7 ] |
| Lemense           | Leme                  | 5             | —               | [ 7 ] |
| Marília           | Marília               | 10            | —               | [ 7 ] |
| Noroeste          | Bauru                 | 17            | 2 (2005 e 2012) | [ 7 ] |
| Oeste             | Barueri               | 5             | —               | [ 7 ] |
| Primavera         | Indaiatuba            | 3             | —               | [ 7 ] |
| Portuguesa        | São Paulo             | 8             | 1 (2020)        | [ 7 ] |
| Rio Claro         | Rio Claro             | 9             | —               | [ 7 ] |
| São Bento         | Sorocaba              | 13            | 1 (2002)        | [ 7 ] |
| São Caetano       | São Caetano do Sul    | 7             | 1 (2019)        | [ 7 ] |
| Sertãozinho       | Sertãozinho           | 8             | —               | [ 7 ] |
| XV de Piracicaba  | Piracicaba            | 19            | 1 (2016)        | [ 7 ] |

## Primeira fase
A primeira rodada da Copa Paulista teve seu início em 1.º de julho, com o jogo entre XV de Piracicaba e Lemense. A rodada foi concluída cinco dias depois. Esta fase inicial da competição se estendeu até 3 de setembro e resultou na classificação de oito equipes: Água Santa, Botafogo, Desportivo Brasil, Marília, Noroeste, Portuguesa, São Caetano e XV de Piracicaba.

## Fases finais
Nas fases eliminatórias, as quartas de final tiveram início em 8 de setembro, com Botafogo e São Caetano se enfrentando em Diadema, onde a equipe de São Caetano do Sul venceu por 2-1 e garantiu a classificação após um empate no jogo de volta. Portuguesa e XV de Piracicaba também avançaram, eliminando seus respectivos adversários com um placar agregado de 3-2. Além disso, o Marília superou o Noroeste.
Após uma semana do encerramento das quartas de final, os quatro clubes classificados iniciaram a disputa das semifinais. Em 24 de setembro, Marília e Portuguesa empataram na capital, enquanto no dia seguinte, o São Caetano venceu por um placar mínimo. Nos jogos de volta, Marília e XV de Piracicaba conquistaram suas vagas nas finais.
O XV de Piracicaba triunfou nos dois jogos da final contra o Marília, assegurando assim o seu segundo título na história da competição.
|  | Quartas de final   | Quartas de final   | Quartas de final   | Quartas de final   |   |             | Semifinais                      | Semifinais                      | Semifinais                      | Semifinais                      |  |                  | Final             | Final             | Final             | Final             |  |  |
|  | 8 a 18 de setembro | 8 a 18 de setembro | 8 a 18 de setembro | 8 a 18 de setembro |   |             | 24 de setembro a 1.º de outubro | 24 de setembro a 1.º de outubro | 24 de setembro a 1.º de outubro | 24 de setembro a 1.º de outubro |  |                  | 8 e 15 de outubro | 8 e 15 de outubro | 8 e 15 de outubro | 8 e 15 de outubro |  |  |
|  |                    |                    |                    |                    |   |             |                                 |                                 |                                 |                                 |  |                  |                   |                   |                   |                   |  |  |
|  | São Caetano        | 2                  | 1                  | 3                  |   |             |                                 |                                 |                                 |                                 |  |                  |                   |                   |                   |                   |  |  |
|  | Botafogo-SP        | 1                  | 1                  | 2                  |   |             |                                 |                                 |                                 |                                 |  |                  |                   |                   |                   |                   |  |  |
|  | Botafogo-SP        | 1                  | 1                  | 2                  |   | São Caetano | 1                               | 0                               | 1                               |                                 |  |                  |                   |                   |                   |                   |  |  |
|  |                    |                    |                    |                    |   | São Caetano | 1                               | 0                               | 1                               |                                 |  |                  |                   |                   |                   |                   |  |  |
|  |                    | XV de Piracicaba   | 0                  | 1                  | 1 |             |                                 |                                 |                                 |                                 |  |                  |                   |                   |                   |                   |  |  |
|  | Água Santa         | XV de Piracicaba   | 0                  | 1                  | 1 | 1           | 1                               | 2                               |                                 |                                 |  |                  |                   |                   |                   |                   |  |  |
|  | Água Santa         |                    |                    |                    |   | 1           | 1                               | 2                               |                                 |                                 |  |                  |                   |                   |                   |                   |  |  |
|  | XV de Piracicaba   | 1                  | 2                  | 3                  |   |             |                                 |                                 |                                 |                                 |  |                  |                   |                   |                   |                   |  |  |
|  | XV de Piracicaba   | 1                  | 2                  | 3                  |   |             |                                 |                                 |                                 |                                 |  | XV de Piracicaba | 3                 | 3                 | 6                 |                   |  |  |
|  |                    |                    |                    |                    |   |             |                                 |                                 |                                 |                                 |  | XV de Piracicaba | 3                 | 3                 | 6                 |                   |  |  |
|  |                    | Marília            | 1                  | 2                  | 3 |             |                                 |                                 |                                 |                                 |  |                  |                   |                   |                   |                   |  |  |
|  | Portuguesa         | Marília            | 1                  | 2                  | 3 | 1           | 2                               | 3                               |                                 |                                 |  |                  |                   |                   |                   |                   |  |  |
|  | Portuguesa         |                    |                    |                    |   | 1           | 2                               | 3                               |                                 |                                 |  |                  |                   |                   |                   |                   |  |  |
|  | Desportivo Brasil  | 0                  | 2                  | 2                  |   |             |                                 |                                 |                                 |                                 |  |                  |                   |                   |                   |                   |  |  |
|  | Desportivo Brasil  | 0                  | 2                  | 2                  |   | Portuguesa  | 2                               | 1                               | 3                               |                                 |  |                  |                   |                   |                   |                   |  |  |
|  |                    |                    |                    |                    |   | Portuguesa  | 2                               | 1                               | 3                               |                                 |  |                  |                   |                   |                   |                   |  |  |
|  |                    | Marília            | 2                  | 2                  | 4 |             |                                 |                                 |                                 |                                 |  |                  |                   |                   |                   |                   |  |  |
|  | Noroeste           | Marília            | 2                  | 2                  | 4 | 1           | 0                               | 1                               |                                 |                                 |  |                  |                   |                   |                   |                   |  |  |
|  | Noroeste           |                    |                    |                    |   | 1           | 0                               | 1                               |                                 |                                 |  |                  |                   |                   |                   |                   |  |  |
|  | Marília            | 1                  | 1                  | 2                  |   |             |                                 |                                 |                                 |                                 |  |                  |                   |                   |                   |                   |  |  |

- As equipes que estão na parte superior do confronto possuem o mando de campo no primeiro jogo e em negrito as equipes classificadas.

### Gerais
- «Tabela da Copa Paulista de 2022». ge. Consultado em 16 de outubro de 2022. Arquivado do original em 17 de outubro de 2022
- «REGULAMENTO ESPECÍFICO DA COPA PAULISTA DE FUTEBOL - 2022» (PDF). Federação Paulista de Futebol. Consultado em 16 de outubro de 2022. Arquivado do original (PDF) em 18 de maio de 2022

### Específicas
1. ↑  «XV de Piracicaba bate Marília, conquista Copa Paulista e garante vaga na Série D». Hora Campinas. 16 de outubro de 2022. Consultado em 16 de outubro de 2022. Cópia arquivada em 20 de outubro de 2022
2. ↑  José Ricardo Ferreira (16 de outubro de 2022). «XV de Piracicaba é bicampeão da Copa Paulista». Gazeta de Piracicaba. Consultado em 16 de outubro de 2022. Cópia arquivada em 20 de outubro de 2022
3. 1 2  Jorge Luiz (2 de maio de 2022). «FPF divulga tabela da 1ª rodada da Copa Paulista com clássico entre Noroeste x MAC». Jornal da Manhã. Consultado em 16 de outubro de 2022. Cópia arquivada em 3 de maio de 2022
4. 1 2  «FPF divulga tabela da Copa Paulista; São Bento estreia fora». Cruzeiro do Sul. 4 de maio de 2022. Consultado em 16 de outubro de 2022. Cópia arquivada em 20 de outubro de 2022
5. ↑  «FPF divulga tabela da Copa Paulista de Futebol». Diário do Rio Claro. 20 de maio de 2022. Consultado em 16 de outubro de 2022. Cópia arquivada em 27 de maio de 2022
6. ↑  Carlos Alciati Neto (28 de abril de 2022). «Copa Paulista terá quatro times do Paulistão e o retorno de clássicos paulistas como Come-Fogo». ge. Consultado em 4 de setembro de 2023. Cópia arquivada em 29 de abril de 2022
7. ↑  «Guia rápido da Copa Paulista de 2022» (PDF). Federação Paulista de Futebol. Consultado em 16 de outubro de 2022. Cópia arquivada (PDF) em 20 de outubro de 2022
8. ↑  «XV de Piracicaba cede empate ao Lemense no Barão». Federação Paulista de Futebol. 1 de julho de 2022. Consultado em 4 de setembro de 2023. Cópia arquivada em 5 de setembro de 2023
9. ↑  «Confira o resumo e os resultados da primeira rodada da Copa Paulista». Lorenzo Meyer. 3 de julho de 2022. Consultado em 4 de setembro de 2023. Cópia arquivada em 5 de julho de 2022
10. ↑  «Noroeste, São Caetano, Água Santa e Portuguesa avançam e definem quartas de final». Federação Paulista de Futebol. 3 de setembro de 2022. Consultado em 4 de setembro de 2023. Cópia arquivada em 5 de setembro de 2023
11. ↑  «Veja os classificados para as quartas de final da Copa Paulista». ge. 3 de setembro de 2022. Consultado em 22 de outubro de 2022. Cópia arquivada em 10 de setembro de 2022
12. ↑  Marcius Ariel Alves (13 de setembro de 2022). «Botafogo empata com São Caetano e se despede da Copa Paulista». ACidade. Consultado em 16 de outubro de 2022. Cópia arquivada em 22 de outubro de 2022
13. ↑  «Na busca por uma divisão nacional: Portuguesa empata com o Desportivo Brasil e classifica para a semifinal da Copa Paulista». ge. 17 de setembro de 2022. Consultado em 16 de outubro de 2022. Cópia arquivada em 17 de setembro de 2022
14. ↑  «XV de Piracicaba vira sobre o Água Santa e está classificado para semifinal da Copa Paulista». ge. 16 de setembro de 2022. Consultado em 16 de outubro de 2022. Cópia arquivada em 22 de outubro de 2022
15. ↑  «Com um a mais por 90 minutos, Marília vence, elimina Noroeste e se garante na semifinal da Copa Paulista». ge. 18 de setembro de 2022. Consultado em 22 de outubro de 2022. Cópia arquivada em 18 de setembro de 2022
16. ↑  «Portuguesa marca no fim e arranca empate com Marília pela ida da semifinal da Copa Paulista». ESPN. 24 de setembro de 2022. Consultado em 16 de outubro de 2022. Cópia arquivada em 22 de outubro de 2022
17. ↑  «São Caetano vence em Diadema em jogo com 2 gols anulados do XV de Piracicaba». ge. 25 de setembro de 2022. Consultado em 22 de outubro de 2022. Cópia arquivada em 17 de outubro de 2022
18. ↑  «Marília vence Portuguesa e está na final da Copa Paulista; Lusa perde chance de se classificar à uma competição nacional». ge. 1 de outubro de 2022. Consultado em 22 de outubro de 2022. Cópia arquivada em 2 de outubro de 2022
19. ↑  Lorenzo Meyer (1 de outubro de 2022). «XV de Piracicaba elimina o São Caetano e se garante em torneio nacional para 2023». Escanteio SP. Consultado em 22 de outubro de 2022. Cópia arquivada em 10 de outubro de 2022
20. ↑  Felipe Leite (15 de outubro de 2022). «XV de Piracicaba vira para cima do Marília no Abreuzão e é campeão da Copa Paulista». Escanteio SP. Consultado em 22 de outubro de 2022. Cópia arquivada em 17 de outubro de 2022
21. ↑  «XV de Piracicaba volta a vencer o Marília e conquista título da Copa Paulista». Gazeta Esportiva. 15 de outubro de 2022. Consultado em 22 de outubro de 2022. Cópia arquivada em 17 de outubro de 2022